# Antonio Castellanos Mata
Antonio Castellanos Mata (Antoñanes del Páramo, 7 de marzo de 1947-27 de enero de 2016) fue un físico español.

## Biografía
Antonio Castellanos Mata nació el 7 de marzo de 1947, el último de 3 hermanos, en el pueblo de Antoñanes del Páramo, en la provincia de León, España. Unos años más tarde, la familia se trasladaría a León. Era hijo de Manuel Castellanos Berjón (1910–1993), profesor de primaria, y Fidela Mata Sarmiento (1915–2013). Es primo del obispo emérito de Palencia: Nicolás Castellanos OSA.
De pequeño era religioso, y decidió ordenarse sacerdote, si bien cambió de idea mientras estudiaba en el seminario, comenzando estudios de matemáticas y física por su cuenta. Unos meses antes de graduarse, fue expulsado por sus ideas. Fue entonces cuando entró en la Universidad de Valladolid, siendo ya ateo. 
Allí recibió, en 1972, el primer doctorado en física que concedía la Universidad vallisoletana, con la tesis Teoría de la Dispersión y sus aplicaciones en la reacción 11B(d, α)Be9. Le fue concedida una beca Fulbright, con lo que pudo estudiar un año en la Universidad Estatal de Ohio (Ohio State University). A lo largo de su carrera desarrollaría numerosas colaboraciones a nivel internacional. Una de sus mayores amistades fue con Pierre Aten, quien se haría amigo suyo y le introduciría en el mundo de la electrohidrodinámica. También obtendría apoyos para la UNAN-Managua durante el primer gobierno sandinista (1985-1990). 
En 1975 se casó con quien sería su primera esposa: María Elena Navarrete Sandoval. Tuvieron un hijo y una hija: Antonio y Dayeli Anahí Castellanos Navarrete. En 2006 se casó con Elena Grekova, con quien tendría otros dos hijos varones: León Antonievich e Iván Antonievich Castellanos Grekov. En 2014 se le diagnosticó un cáncer de riñón, del que moriría el 27 de enero en 2016. Durante su lucha contra el cáncer, siguió enseñando, investigando y dirigiendo proyectos científicos. 

## Carrera
Antonio Castellanos trabajó en numerosas universidades: la Universidad de Valladolid (su alma máter), la Universidad del País Vasco, la Universidad Autónoma de Madrid. Desde 1983 hasta su fallecimiento, enseñó Electrodinámica y Electromagnetismo en la Universidad de Sevilla. Allí también fundaría un grupo de trabajo sobre electrohidrodinámica y medios granulares que hoy día incluye 20 investigadores. Hizo viajes de estudios a EE.UU., Nicaragua y Rusia. También colaboró con investigadores de Reino Unido, Holanda, Irán y China. Esta colaboración internacional investigadora le permitió organizar dos laboratorios en la Universidad sevillana. Trabajó en varios campos:
1. Electrohidrodinámica
2. Descargas eléctricas en gases a presión atmosférica
3. Medios granulares cohesivos

Antonio Castellanos no solo dedicó su tiempo a las ciencias puras, también colaboró en desarrollos tecnológicos de la industria. Escribió más de 350 artículos con su equipo, recibiendo más de 14.500 citas [Google Scholar 2025].

## Premios
1. Prize FAMA of the University of Seville for his research career (2013).[5]